# Brian Marshall (friidrottare)
Brian Marshall, född 1 april 1965, är en friidrottare från Kanada. Han deltog vid olympiska sommarspelen 1988.